# ニコライ・アフクセンチェフ

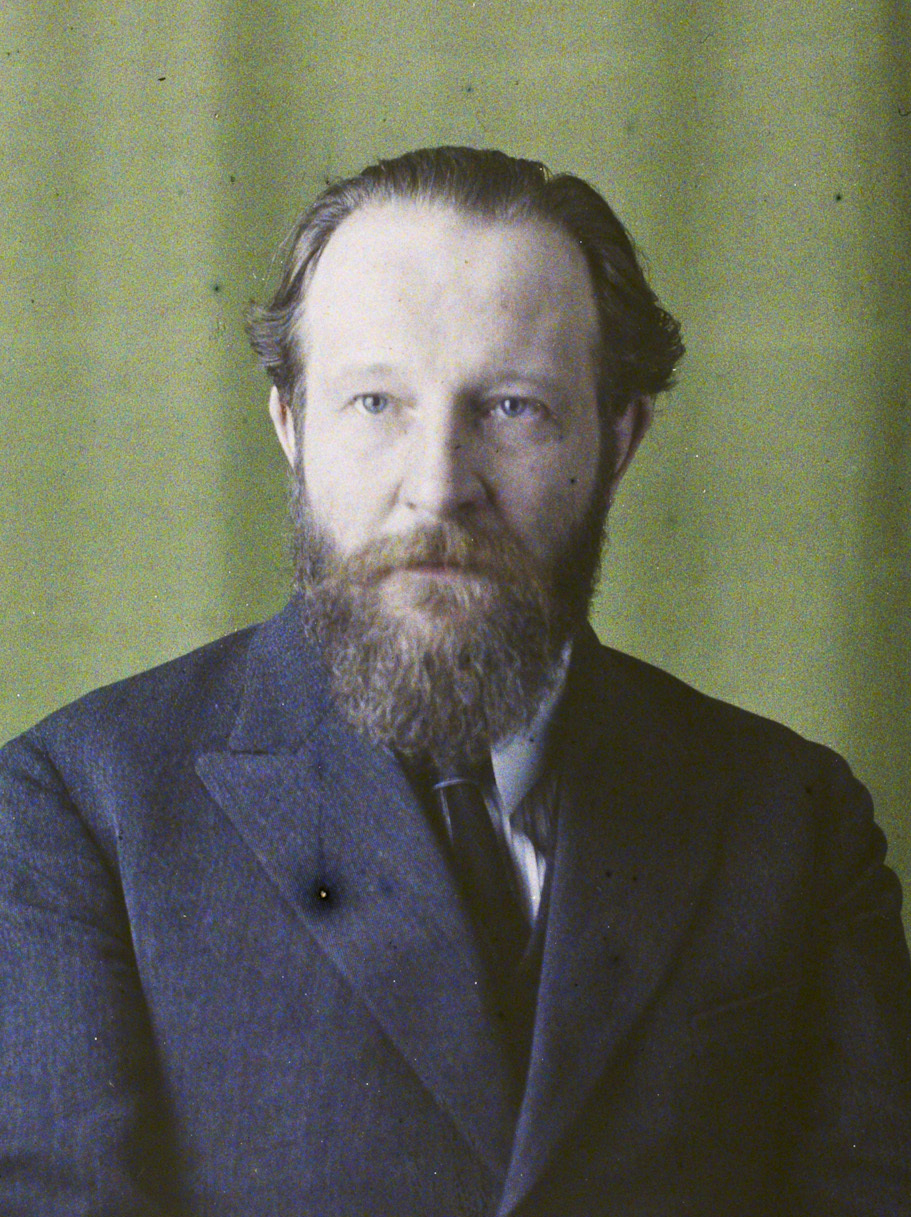
アフクセンチェフ（1921年）

ニコライ・アフクセンチェフ（Никола́й Дми́триевич Авксе́нтьев、1878年 - 1943年）は、ロシアの革命家、政治家。
ロシア臨時政府第2次連立政府で内務大臣を務めた。

## 来歴
1907年から1917年まで亡命していた。
1917年の2月革命後、社会革命党（エスエル）右派の指導者としてペトログラード・ソヴィエト執行委員会に加わる。全ロシア農民代表ソヴィエト執行委員会議長を経て、第2次臨時政府で内務大臣となる。
十月革命後にはボリシェヴィキの反対派となり、地方都市で結成された反革命政府の代表も務めた。しかし、1918年末にパリに再度の亡命をおこない、後にアメリカ合衆国に移住し、そこで没した。